# Сапеево
Сапе́ево (тат. Сәпәй) — село в Азнакаевском районе Республики Татарстан. Административный центр Сапеевского сельского поселения.

## Этимология
Топоним произошёл от татарского антропонима «Сәпәй» (Сяпяй).

## География
Село расположено в Восточном Закамье на реке Варьзяде, в 3,5 км к северу от города Азнакаево.

## История
Село (первоначально деревня) было основано башкирами-вотчинниками Юрмийской волости.
Селение известно с 1747 года.
Согласно материалам 3-й ревизии (1762 год), в деревне Сапеево  проживали ясачные татары в количестве 55 душ мужского пола, а также в деревне "Сабаева, что на речке Аврясе" — 15 ревизских душ ясачных татар команды старшины Казбулата Мютюкова. Во время проведения  4-й ревизии (1782 год) в деревне были учтены 47 душ мужского пола ясачных татар, 3 ревизские души служилых татар, приписанных к Адмиралтейству (деревня обозначена как "Сапеево, Уразлева тож"), 20 душ  тептярей, входивших в команду Аитмамбета Ишметева, а также 9 тептярей команды старшины Юрмийской волости Нагайбака Асанова.
По сведениям ревизии 1795 года, в деревне проживали башкиры-вотчинники, служилые и ясачные татары, тептяри и мещане.
В 1816 году были учтены 21 башкир-вотчинник мужского пола, а также "припущенные без оброка" 69 тептярей мужского пола и 4 отставных солдата, в 1834 году (VIII ревизия) — башкиры-вотчинники и тептяри, "Общим регистром 1856 года" — 307 башкир-вотчинников и 409 государственных крестьянина. 
В «Списке населенных мест по сведениям 1859 года», изданном в 1864 году, населённый пункт упомянут как казённая и башкирская деревня Сапеева 4-го стана Бугульминского уезда Самарской губернии. Располагалась при безымянном ключе, по левую сторону почтового тракта из Бугульмы в Уфу, в 42 верстах от уездного города Бугульмы и в 42 верстах от становой квартиры в казённом селе Ефановка (Крым-Сарай, Орловка, Хуторское). В деревне в 130 дворах жили 878 человек (421 мужчина и 457 женщин). Была мечеть. Проводился базар.
По данным переписи 1897 года, в деревне "Сапеева" Бугульминского уезда Самарской губернии проживали 1360 жителей (672 мужчин и 688 жителей), в том числе 1343 мусульманина.
"Сведениями земского учёта 1900—1901 годов" в селе зафиксировано проживание тептярей, татар и башкир-вотчинников в 269 дворах.

## Население[10]
| 1822 | 1859 | 1889 | 1897 | 1910 | 1920 | 1926 | 1938 | 1949 | 1958 | 1970 | 1979 | 1989 | 2002 | 2010 | 2015 |
| ---- | ---- | ---- | ---- | ---- | ---- | ---- | ---- | ---- | ---- | ---- | ---- | ---- | ---- | ---- | ---- |
| 186  | 878  | 1183 | 1360 | 1545 | 1698 | 1267 | 1209 | 904  | 1003 | 875  | 722  | 555  | 661  | 661  | 669  |

Национальный состав
Согласно результатам переписи 2002 года, в национальной структуре населения татары составили 95%.

## Религия
В 2004 году в селе была построена мечеть.

### Комментарии
1. ↑  Расстояние измерено с помощью инструментария Яндекс.Карты